# Curling vid olympiska vinterspelen 2006

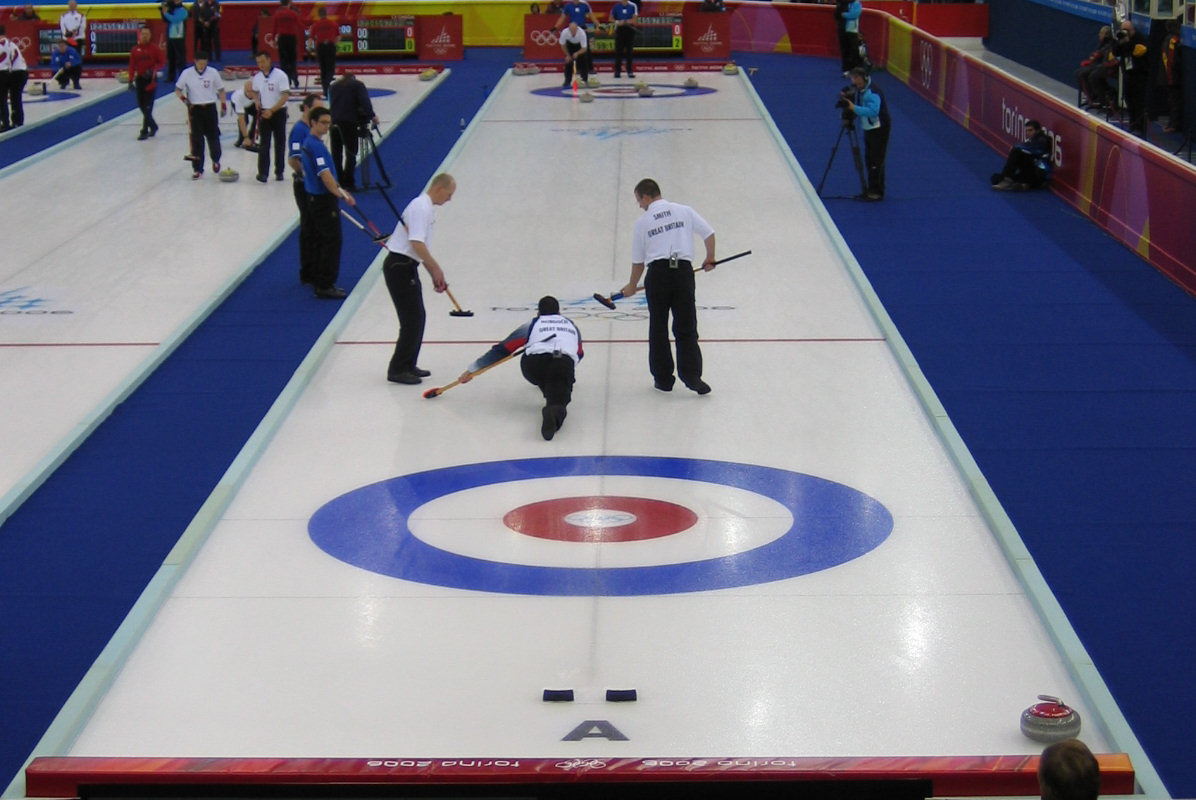
Storbritannien mot Sverige i herrturneringen.

Curling vid olympiska vinterspelen 2006 hölls i staden Pinerolo, Italien  mellan 13 och 24 februari.

## Medaljörer
| Spel               | Guld                                                                       | Silver                                                                                | Brons                                                                            |
| Damer Detaljer...  | Sverige Anette Norberg Eva Lund Cathrine Lindahl Anna Svärd Ulrika Bergman | Schweiz Mirjam Ott Binia Beeli Valeria Spälty Michèle Moser Manuela Kormann           | Kanada Shannon Kleibrink Amy Nixon Glenys Bakker Christine Keshen Sandra Jenkins |
| Herrar Detaljer... | Kanada Brad Gushue Mark Nichols Russ Howard Jamie Korab Mike Adam          | Finland Markku Uusipaavalniemi Wille Mäkelä Kalle Kiiskinen Teemu Salo Jani Sullanmaa | USA Pete Fenson Shawn Rojeski Joseph Polo John Shuster Scott Baird               |

## Damer

### Lag
| Land           | Skip               | Tredje           | Andre            | Förste             | Reserv            |
| -------------- | ------------------ | ---------------- | ---------------- | ------------------ | ----------------- |
| Kanada         | Shannon Kleibrink  | Amy Nixon        | Glenys Bakker    | Christine Keshen   | Sandra Jenkins    |
| Danmark        | Dorthe Holm        | Denise Dupont    | Lene Nielsen     | Malene Krause      | Maria Poulsen     |
| Storbritannien | Rhona Martin       | Jackie Lockhart  | Kelly Wood       | Lynn Cameron       | Deborah Knox      |
| Italien        | Diana Gaspari      | Giulia Lacedelli | Rosa Pompanin    | Violetta Caldart   | Eleonara Alvera   |
| Japan          | Ayumi Onodera      | Yumie Hayashi    | Mari Motohashi   | Moe Meguro         | Sakurako Terada   |
| Norge          | Dordi Nordby       | Marianne Haslum  | Marianne Rørvik  | Camilla Holth      | Charlotte Hovring |
| Ryssland       | Ludmila Privivkova | Nkeiruka Jezech  | Jana Nekrosova   | Jekaterina Galkina | Olga Jarkova      |
| Sverige        | Anette Norberg     | Eva Lund         | Cathrine Lindahl | Anna Svärd         | Ulrika Bergman    |
| Schweiz        | Mirjam Ott         | Binia Beeli      | Valeria Spälty   | Michèle Moser      | Manuela Kormann   |
| USA            | Cassandra Johnson  | Jamie Johnson    | Jessica Schultz  | Maureen Brunt      | Courtney George   |

## Herrar

### Lag
| Land           | Skip                   | Tredje         | Andre                   | Förste               | Reserv         |
| -------------- | ---------------------- | -------------- | ----------------------- | -------------------- | -------------- |
| Kanada         | Brad Gushue            | Mark Nichols   | Russ Howard*            | Jamie Korab          | Mike Adam      |
| Finland        | Markku Uusipaavalniemi | Wille Mäkelä   | Kalle Kiiskinen         | Teemu Salo           | Jani Sullanmaa |
| Tyskland       | Andy Kapp              | Uli Kapp       | Oliver Axnick           | Holger Höhne         | Andreas Kempf  |
| Storbritannien | David Murdoch          | Ewan MacDonald | Warwick Smith           | Euan Byers           | Craig Wilson   |
| Italien        | Joel Retornaz          | Fabio Alvera   | Gian Paolo Zandegiacomo | Antonio Menardi      | Marco Mariani  |
| Nya Zeeland    | Sean Becker            | Hans Frauenlob | Dan Mustapic            | Lorne De Pape        | Warren Dobson  |
| Norge          | Pål Trulsen            | Lars Vågberg   | Flemming Davanger       | Bent Ånund Ramsfjell | Torger Nergård |
| Sverige        | Peja Lindholm          | Tomas Nordin   | Magnus Swartling        | Peter Narup          | Anders Kraupp  |
| Schweiz        | Ralph Stöckli          | Claudio Pescia | Pascal Sieber           | Marco Battilana      | Simon Strübin  |
| USA            | Pete Fenson            | Shawn Rojeski  | Joseph Polo             | John Shuster         | Scott Baird    |